# Setodes nagarjouna
Setodes nagarjouna är en nattsländeart som beskrevs av Schmid 1961. Setodes nagarjouna ingår i släktet Setodes och familjen långhornssländor. Utöver nominatformen finns också underarten S. n. assamicus.